# Prinsbisdom Konstanz
Het prinsbisdom Konstanz was een tot de Zwabische Kreits behorend bisdom binnen het Heilige Roomse Rijk.
In 590 wordt in Konstanz, dat gelegen is op de plaats van het Romeinse castellum Constantia, een bisdom gesticht. Het bisdom is het grootste bisdom van Duitsland en behoort aanvankelijk tot de kerkprovincie Besançon en sinds de achtste eeuw tot de kerkprovincie Mainz. 
In 1155 wordt de proosdij Öhringen ingelijfd, maar in 1192 gaat de stad Konstanz verloren, die zich ontwikkelt tot een rijksstad. Het lukt de bisschop door de tegenwerking van Oostenrijk en Beieren slechts een klein prinsbisdom te vormen, dat aan beide zijden van het Bodenmeer ligt. In 1497 wordt de heerlijkheid Bohlingen verworven van de graven van Sulz. 

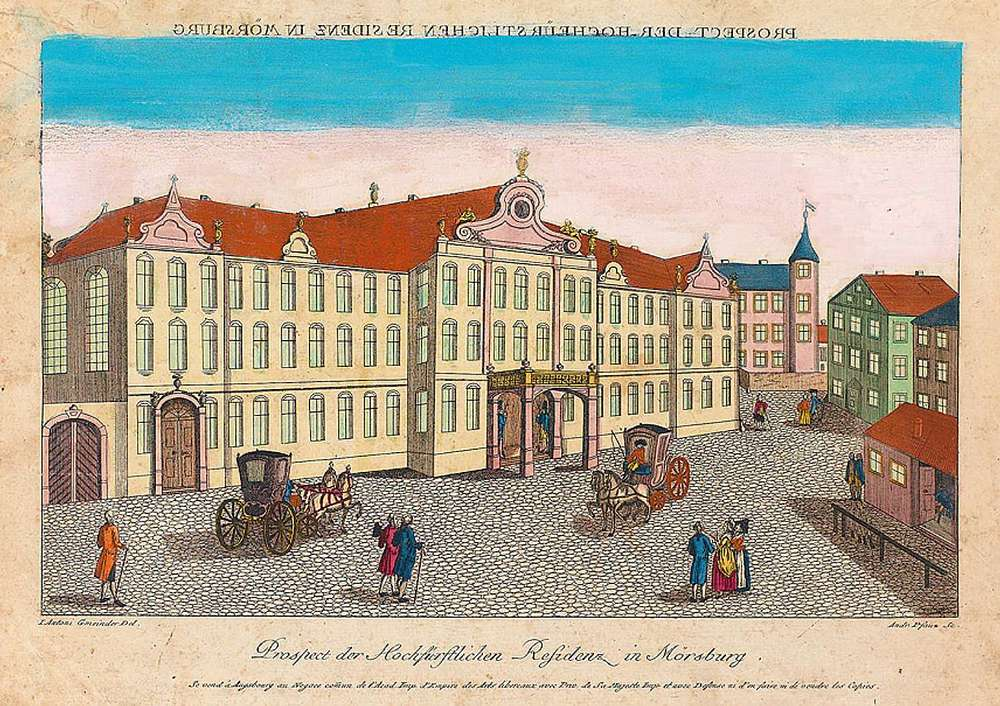
De nieuwe residentie van de vorst-bisschoppen in Meersburg

Als de rijksstad Konstanz in 1526 de reformatie invoert, wordt de bisschoppelijke residentie verlegd naar Meersburg. 
In 1534 wordt het klooster Öhningen bij het bisdom ingelijfd en in 1540 de rijksabdij Reichenau. De heerlijkheid Rosenegg met het dorp Rielasingen wordt in 1610 gekocht van de vrijheer van Mörsperg. Van de abdij Sankt Gallen wordt in 1749 de heerlijkheid Homburg gekocht. Homburg valt onder de landshoogheid van het Oostenrijkse landgraafschap Nellenburg.
Paragraaf 5 van de Reichsdeputationshauptschluss van 25 februari 1803 voegt het (prins)bisdom Konstanz bij het keurvorstendom Baden. Na onderhandelingen met Zwitserland wordt op 1-1-1805 het gebied ten zuiden van de Rijn overgedragen aan de kantons Zürich, Schaffhausen, St. Gallen, Aargau en Thurgau.
Het bisdom (diocees) Konstanz wordt in 1821 opgeheven ten gunste van het nieuwe aartsbisdom Freiburg.

## Gebied
- 1. oppervoogdij Arbon
- 2. oppervoogdij Bischofszell
- 3. ambt Bohlingen en ambt Gaienhofen
- 4. oppewrvoogdij Gottlieben
- 5. oppervoogdij Güttingen
- 6. heerlijkheid Homburg (rijksridderschap)
- 7. oppervoogdij Ittendorf en Ahausen
- 8. oppervoogdij Kaiserstuhl (Rötteln)
- 9. oppervoogdij Klingau en Zurzach
- 10. oppervoogdij Markdorf
- 11. oppervoogdij Meersburg
- 12. oppervoogdij Öhningen
- 13. oppervoogdij Reichenau
- 14. heerlijkheid Rosenegg
- 15. Domkapitel (heerlijkheid Liebberg)
- 16. Dompropstei (heerlijkheid Konzenberg)

Landsässiges Stift
- 17. Zurzach (St.Verrena)

## Regenten
- 781- 811: Egino
- 811- 839: Wolfleoz
- 839- 871: Salomon I
- 871- 873: Patecho
- 873- 875: Gebhard I
- 875- 890: Salomon II
- 891- 920: Salomon III (890-919: abt van St.Gallen)
- 920- 934: Noting
- 935- 975: Koenraad I van Altdorf (de Heilige)
- 976- 980: Gaminholf
- 980- 995: Gebhard II van Bregenz
- 996-1018: Landbrecht
- 1018-1022: Rudhard
- 1022-1026: Haimo/Anno
- 1026-1034: Warmann van Dillingen
- 1034-1046: Everhard I van Dillingen
- 1047-1051: Dietrich
- 1051-1069: Rumhold
- 1069-1071: Karl/Karlmann
- 1071-1080: Otto I
- 1080-1084: Berthold I
- 1084-1110: Gebhard III van Zähringen (Baden)
- 1086-1103: Arnold van Heiligenberg
- 1110-1127: Ulrich I van Kyburg
- 1127-1139: Ulrich II van Castelen
- 1139-1166: Herman I van Arbon
- 1166-1174: Otto II van Habsburg
- 1174-1183: Berthold II van Busnang
- 1183-1189: Hermann II van Friedingen
- 1189-1206: Diethelm van Krenkingen
- 1206-1209: Werner van Stauffen
- 1209-1233: Koenraad II van Tägerfelden
- 1233-1248: Hendrik I van Thann
- 1248-1274: Everhard II van Waldburg
- 1274-1293: Rudolf III van Habsburg-Lauffenburg
- 1293-1293: Frederik I van Hohenzollern
- 1293-1306: Hendrik II van Klingenberg
- 1306-1318: Gerhard van Benars
- 1322-1333: Rudolf IV van Montfort (1321-1324: bisschop van Chur; 1330-1333: abt van St.Gallen)
- 1334-1344: Nicolaas I van Kentzingen
- 1344-1351: Ulrich III Pfeffenhardt
- 1351-1356: Johan III Windlock
- 1356-1357: Leopold van Bebenburg
- 1356-1383: Hendrik III van Brandis
- 1384-1385: Mangold van Brandis
- 1385-1387: Nicolaas II van Reisenburg (1388-1397: bisschop van Olmütz)
- 1387-1398: Burghard I van Höwen (Hohenhewen)
- 1398-1398: Frederik II van Nellenburg
- 1398-1406: Markwart van Randeck (1398: bisschop van Minden)
- 1407-1411: Albrecht Blarer van Giersberg
- 1411-1434: Otto III van Hochberg-(Röteln)
- 1434-1436: Frederik III van Hohenzollern
- 1436-1462: Hendrik IV van Höwen (Hohenhewen)
- 1462-1466: Burghard II van Randeck
- 1466-1474: Herman III van Breiten-Landenberg
- 1474-1479: Lodewijk van Freiberg
- 1475-1490: Otto IV van Waldburg-Sonnenberg
- 1490-1496: Thomas Berlower
- 1496-1529: Hugo I van (Hohen)-Landenberg
- 1530-1531: Balthasar Merklin (1527-1530: bisschop van Hildesheim)
- 1531-1532: Hugo I van (Hohen)-Landenberg (tweede maal)
- 1532-1537: Johann IV van Lupfen
- 1537-1548: Johan V van Weza (1540-1548: abt van Reichenau)
- 1548-1561: ChristoffelMetzler van Andelberg
- 1561-1589: Markus Sittich van Hohenems (Altemps)
- 1589-1600: Andreas van Oostenrijk (1587-1600: abt van Murbach; 1591-1600: bisschop van Brixen)
- 1601-1604: Johann Georg van Hallwyl
- 1604-1626: Jakob Fugger
- 1626-1627: Sixtus Werner van Prassberg
- 1628-1644: Johan VI van Waldburg
- 1645-1689: Johan Frans I van Prassberg (voogd van Altsummerau)
- 1689-1704: Markwart Rudolf van Rodt
- 1704-1740: Johan Frans II Schenk van Stauffenberg (1737-1740: bisschop van Augsburg)
- 1740-1743: Damian Hugo van Schönborn (1719-1743: bisschop van Spiers)
- 1743-1750: Casimir Anton van Sickingen
- 1750-1775: Frans Koenraad van Rodt
- 1775-1800: Maximiliaan Christoffelvan Rodt
- 1800-1802: Karel Theodoor van Dalberg (1802-1803: keurvorst van Mainz en bisschop van Worms; 1804-1817: bisschop van Regensburg; 1803-1806: aartskanselier; 1806-1810: vorst-primaat; 1810-1813: groothertog van Frankfurt)